# Krásná Hora nad Vltavou
Krásná Hora nad Vltavou település Csehországban, a Příbrami járásban. Krásná Hora nad Vltavou Svatý Jan, Kovářov, Milešov, Vysoký Chlumec, Zduchovice, Klučenice, Kamýk nad Vltavou és Petrovice településekkel határos. Lakosainak száma 1116 fő (2024. január 1.).

## Népesség
A település lakosságának változását az alábbi diagram mutatja:
| Lakosok száma | 2447 | 2416 | 2112 | 1472 | 1129 | 1047 | 1103 | 1107 | 1091 | 1116 |
|               | 1869 | 1890 | 1921 | 1950 | 1980 | 2001 | 2017 | 2019 | 2022 | 2024 |